# William E. Wing
William E. Wing est un scénariste américain né le 4 juillet 1869 dans le Maine (États-Unis), décédé le 10 mars 1947 à Los Angeles (États-Unis).

## Filmographie
- 1915 : Who Wants to Be a Hero?
- 1912 : Tomboy Bessie
- 1913 : His Sister
- 1913 : Bedelia Becomes a Lady
- 1913 : The Power That Rules
- 1913 : The Sea Maiden
- 1913 : The Wrong Pair
- 1913 : Olaf-An Atom
- 1913 : Death's Marathon
- 1913 : A Woman in the Ultimate
- 1913 : The Bridge of Shadows
- 1913 : When Men Forget
- 1913 : As a Father Spareth His Son
- 1913 : The Dangling Noose
- 1913 : Bumps and Willie
- 1913 : Man of the Woods (+ histoire)
- 1913 : Hope
- 1913 : Phantoms (seulement histoire)
- 1914 : The Mystery of the Milk
- 1914 : A Woman Laughs
- 1914 : At the Transfer Corner
- 1914 : The Fire Jugglers
- 1915 : And Then It Happened
- 1915 : The Angel of Spring
- 1915 : The Agony of Fear
- 1916 : The Desert Calls Its Own
- 1916 : Sold for Marriage (en)
- 1916 : The Grinning Skull (+ histoire)
- 1916 : Ashes
- 1916 : Casey at the Bat
- 1916 : The Return
- 1916 : The Microscope Mystery
- 1917 : Black Hands and Soapsuds
- 1917 : Between Man and Beast
- 1918 : Violence (The Brazen Beauty) de Tod Browning
- 1918 : Lure of the Circus
- 1920 : Vengeance and the Girl
- 1920 : Before the White Man Came
- 1921 : The Hunger of the Blood
- 1921 : The Last Chance
- 1921 : The Struggle (it)
- 1921 : The Raiders
- 1923 : His Mystery Girl
- 1924 : The Breathless Moment
- 1924 : The Iron Man
- 1924 : The Riddle Rider
- 1924 : Battling Mason (en) de William James Craft et Jack Nelson
- 1925 : Vic Dyson Pays
- 1925 : Sand Blind
- 1925 : Savages of the Sea
- 1925 : The Coast Patrol
- 1925 : Makers of Men
- 1925 : No Man's Law
- 1926 : Born to Battle
- 1926 : Glenister of the Mounted
- 1926 : The Masquerade Bandit
- 1926 : The Two-Gun Man
- 1927 : Tarzan and the Golden Lion
- 1927 : The King of the Jungle